# Saison NBA 2006-2007
Navigation
Saison 2005-2006 Saison 2007-2008
La saison NBA 2006-2007 est la 58e saison de la NBA (61e en comptant les trois saisons BAA). Du 31 octobre 2006 au 18 avril 2007, 1230 matches sont joués en saison régulière. Les playoffs commencent le 21 avril 2007 et se terminent le 14 juin 2007 avec le dernier match des finales NBA.
En finale, les Spurs de San Antonio battent les Cavaliers de Cleveland, remportant leur 4e titre NBA.

## Faits notables
- Pour la 2e année consécutive les Hornets jouent leurs matches à domicile alternativement à La Nouvelle-Orléans et à Oklahoma City.
- Après la controverse des playoffs 2006, l'attribution des places a changé. Le premier d'une division ne peut pas être classé plus bas que 4e de la conférence, mais la meilleure équipe non-championne de division peut être classée devant des champions de division si elle possède un meilleur bilan victoires-défaites.
- Un nouveau type de ballon est utilisé pour cette saison 2006-07, à la suite d'une décision prise le 28 juin 2006[1].
- Le NBA commissioner, David Stern, décide le 10 décembre que le ballon traditionnel en cuir sera réutilisé à partir du 1er janvier 2007[2]
- Le 7 décembre 2006, les Suns de Phoenix battent les Nets du New Jersey  161 à 157, quatrième score le plus élevé de l'histoire de la NBA.
- Le match du 12 décembre entre les Nuggets de Denver et les Knicks de New York a donné lieu à une bagarre générale entre joueurs. Les dix joueurs qui étaient sur le terrain à ce moment-là furent exclus. Quatre joueurs sont suspendus à la suite de cet incident : Carmelo Anthony, J. R. Smith et Nenê Hilario du côté des Nuggets, Marty Collins et Nate Robinson des Knicks.
- Allen Iverson est transféré aux Denver Nuggets le 20 décembre 2006.
- Les Suns de Phoenix réalisent une série de 15 victoires  consécutives (du 20 novembre au 19 décembre), battant ainsi le record de la franchise. Ensuite, ils deviennent la cinquième équipe, dans toute l'histoire de la NBA, à réaliser deux séries d'au moins 15 victoires sur une seule saison en gagnant 17 matches d'affilée du 29 décembre au 28 janvier (3e performance de l'histoire de la NBA).
- Gros transfert le 17 janvier : Stephen Jackson, Al Harrington, Šarūnas Jasikevičius et Josh Powell quittent les Pacers de l'Indiana pour intégrer les Warriors de Golden State en échange de Mike Dunleavy Jr., Troy Murphy, Ike Diogu et de Keith McLeod.
- Les Celtics de Boston réalisent entre le 7 janvier et le 11 février la pire série de défaites de toute l'histoire de la franchise : 18 matchs perdus consécutivement. Ils terminent cette série le 14 février en battant les Milwaukee Bucks à domicile.
- Les Mavericks de Dallas deviennent la seule équipe à gagner trois séries d'au moins 12 victoires sur une seule saison. (12 du 9 novembre au 1er décembre, 13 du 13 décembre au 5 janvier et 17 du 27 janvier au 12 mars).

### All-Star Week-end 2007
- T-Mobile Rookie Challenge
  - Sophomores - Rookies 155-114 (MVP : David Lee, Knicks de New York)
- Sprite Slam Dunk
  - Gerald Green, Celtics de Boston
- Concours de tirs à trois points
  - Jason Kapono, Heat de Miami
- Playstation Skills Challenge
  - Dwyane Wade, Heat de Miami
- Haier Shooting Stars
  - Détroit (Bill Laimbeer, Chauncey Billups, Swin Cash)
- All-Star Game
  - Ouest - Est 153-132 (Most Valuable Player : Kobe Bryant, Lakers de Los Angeles)

## Classement final
Les huit premiers de chaque conférence sont qualifiés pour les playoffs.
| Champion de division | Qualifié pour les playoffs | Non qualifié pour les playoffs |

### Par division
| Division Atlantique   | V  | D  | PCT  | GB |
| --------------------- | -- | -- | ---- | -- |
| Raptors de Toronto    | 47 | 35 | 57.3 | -  |
| Nets du New Jersey    | 41 | 41 | 50.0 | 6  |
| 76ers de Philadelphie | 35 | 47 | 42.7 | 12 |
| Knicks de New York    | 33 | 49 | 40.2 | 14 |
| Celtics de Boston     | 24 | 58 | 29.3 | 23 |

| Division Centrale      | V  | D  | PCT  | GB |
| ---------------------- | -- | -- | ---- | -- |
| Pistons de Détroit     | 53 | 29 | 64.6 | -  |
| Cavaliers de Cleveland | 50 | 32 | 61.0 | 3  |
| Bulls de Chicago       | 49 | 33 | 59.8 | 4  |
| Pacers de l'Indiana    | 35 | 47 | 42.7 | 18 |
| Bucks de Milwaukee     | 28 | 54 | 34.1 | 25 |

| Division Sud-Est      | V  | D  | PCT  | GB |
| --------------------- | -- | -- | ---- | -- |
| Heat de Miami         | 44 | 38 | 53.7 | -  |
| Wizards de Washington | 41 | 41 | 50.0 | 3  |
| Magic d'Orlando       | 40 | 42 | 48.8 | 4  |
| Bobcats de Charlotte  | 33 | 49 | 40.2 | 11 |
| Hawks d'Atlanta       | 30 | 52 | 36.6 | 14 |

| Division Nord-Ouest       | V  | D  | PCT  | GB |
| ------------------------- | -- | -- | ---- | -- |
| Jazz de l'Utah            | 51 | 31 | 62.2 | -  |
| Nuggets de Denver         | 45 | 37 | 54.9 | 6  |
| Trail Blazers de Portland | 32 | 50 | 39.0 | 19 |
| Timberwolves du Minnesota | 32 | 50 | 39.0 | 19 |
| SuperSonics de Seattle    | 31 | 51 | 37.8 | 20 |

| Division Pacifique       | V  | D  | PCT  | GB |
| ------------------------ | -- | -- | ---- | -- |
| Suns de Phoenix          | 61 | 21 | 74.4 | -  |
| Lakers de Los Angeles    | 42 | 40 | 51.2 | 19 |
| Warriors du Golden State | 42 | 40 | 51.2 | 19 |
| Clippers de Los Angeles  | 40 | 42 | 48.8 | 21 |
| Kings de Sacramento      | 33 | 49 | 40.2 | 28 |

| Division Sud-Ouest                           | V  | D  | PCT  | GB |
| -------------------------------------------- | -- | -- | ---- | -- |
| Mavericks de Dallas                          | 67 | 15 | 81.7 | -  |
| Spurs de San Antonio                         | 58 | 24 | 70.7 | 9  |
| Rockets de Houston                           | 52 | 30 | 63.4 | 15 |
| Hornets de La Nouvelle-Orléans/Oklahoma City | 39 | 43 | 47.6 | 28 |
| Grizzlies de Memphis                         | 22 | 60 | 26.8 | 45 |

### Par conférence
| Conférence Est | Conférence Est         | Conférence Est | Conférence Est | Conférence Est |
| No             | Franchise              | Vic.           | Déf.           | PCT            |
| -------------- | ---------------------- | -------------- | -------------- | -------------- |
| 1              | Pistons de Détroit     | 53             | 29             | 64.6           |
| 2              | Cavaliers de Cleveland | 50             | 32             | 61.0           |
| 3              | Raptors de Toronto     | 47             | 35             | 57.3           |
| 4              | Heat de Miami          | 44             | 38             | 53.7           |
| 5              | Bulls de Chicago       | 49             | 33             | 59.8           |
| 6              | Nets du New Jersey     | 41             | 41             | 50.0           |
| 7              | Wizards de Washington  | 41             | 41             | 50.0           |
| 8              | Magic d'Orlando        | 40             | 42             | 48.8           |
|                |                        |                |                |                |
| 9              | 76ers de Philadelphie  | 35             | 47             | 42.7           |
| 10             | Pacers de l'Indiana    | 35             | 47             | 42.7           |
| 11             | Knicks de New York     | 33             | 49             | 40.2           |
| 12             | Bobcats de Charlotte   | 33             | 49             | 40.2           |
| 13             | Hawks d'Atlanta        | 30             | 52             | 36.6           |
| 14             | Bucks de Milwaukee     | 28             | 54             | 34.1           |
| 15             | Celtics de Boston      | 24             | 58             | 29.3           |

| Conférence Ouest | Conférence Ouest                             | Conférence Ouest | Conférence Ouest | Conférence Ouest |
| No               | Franchise                                    | Vic.             | Déf.             | PCT              |
| ---------------- | -------------------------------------------- | ---------------- | ---------------- | ---------------- |
| 1                | Mavericks de Dallas                          | 67               | 15               | 81.7             |
| 2                | Suns de Phoenix                              | 61               | 21               | 74.4             |
| 3                | Spurs de San Antonio                         | 58               | 24               | 70.7             |
| 4                | Jazz de l'Utah                               | 51               | 31               | 62.2             |
| 5                | Rockets de Houston                           | 52               | 30               | 63.4             |
| 6                | Nuggets de Denver                            | 45               | 37               | 54.9             |
| 7                | Lakers de Los Angeles                        | 42               | 40               | 51.2             |
| 8                | Warriors du Golden State                     | 42               | 40               | 51.2             |
|                  |                                              |                  |                  |                  |
| 9                | Clippers de Los Angeles                      | 40               | 42               | 48.8             |
| 10               | Hornets de La Nouvelle-Orléans/Oklahoma City | 39               | 43               | 47.6             |
| 11               | Kings de Sacramento                          | 33               | 49               | 40.2             |
| 12               | Trail Blazers de Portland                    | 32               | 50               | 39.0             |
| 13               | Timberwolves du Minnesota                    | 32               | 50               | 39.0             |
| 14               | SuperSonics de Seattle                       | 31               | 51               | 37.8             |
| 15               | Grizzlies de Memphis                         | 22               | 60               | 26.8             |

## Playoffs

### Tableau
|  | 1er tour         | 1er tour                 | 1er tour               |   |                        | Demi-finales de Conférence | Demi-finales de Conférence | Demi-finales de Conférence |  |   | Finales de Conférence | Finales de Conférence | Finales de Conférence |  |    | Finales NBA            | Finales NBA | Finales NBA |
|  |                  |                          |                        |   |                        |                            |                            |                            |  |   |                       |                       |                       |  |    |                        |             |             |
|  | 1                | Pistons de Détroit       | 4                      |   |                        |                            |                            |                            |  |   |                       |                       |                       |  |    |                        |             |             |
|  | 8                | Magic d'Orlando          | 0                      |   |                        |                            |                            |                            |  |   |                       |                       |                       |  |    |                        |             |             |
|  | 8                | Magic d'Orlando          | 0                      |   | 1                      | Pistons de Détroit         | 4                          |                            |  |   |                       |                       |                       |  |    |                        |             |             |
|  |                  |                          |                        |   | 1                      | Pistons de Détroit         | 4                          |                            |  |   |                       |                       |                       |  |    |                        |             |             |
|  |                  | 5                        | Bulls de Chicago       | 2 |                        |                            |                            |                            |  |   |                       |                       |                       |  |    |                        |             |             |
|  | 4                | 5                        | Bulls de Chicago       | 2 | Heat de Miami          | 0                          |                            |                            |  |   |                       |                       |                       |  |    |                        |             |             |
|  | 4                |                          |                        |   | Heat de Miami          | 0                          |                            |                            |  |   |                       |                       |                       |  |    |                        |             |             |
|  | 5                | Bulls de Chicago         | 4                      |   |                        |                            |                            |                            |  |   |                       |                       |                       |  |    |                        |             |             |
|  | 5                | Bulls de Chicago         | 4                      |   |                        |                            |                            |                            |  | 1 | Pistons de Détroit    | 2                     |                       |  |    |                        |             |             |
|  | Conférence Est   |                          |                        |   |                        |                            |                            |                            |  | 1 | Pistons de Détroit    | 2                     |                       |  |    |                        |             |             |
|  |                  | 2                        | Cavaliers de Cleveland | 4 |                        |                            |                            |                            |  |   |                       |                       |                       |  |    |                        |             |             |
|  | 2                | 2                        | Cavaliers de Cleveland | 4 | Cavaliers de Cleveland | 4                          |                            |                            |  |   |                       |                       |                       |  |    |                        |             |             |
|  | 2                |                          |                        |   | Cavaliers de Cleveland | 4                          |                            |                            |  |   |                       |                       |                       |  |    |                        |             |             |
|  | 7                | Wizards de Washington    | 0                      |   |                        |                            |                            |                            |  |   |                       |                       |                       |  |    |                        |             |             |
|  | 7                | Wizards de Washington    | 0                      |   | 2                      | Cavaliers de Cleveland     | 4                          |                            |  |   |                       |                       |                       |  |    |                        |             |             |
|  |                  |                          |                        |   | 2                      | Cavaliers de Cleveland     | 4                          |                            |  |   |                       |                       |                       |  |    |                        |             |             |
|  |                  | 6                        | Nets du New Jersey     | 2 |                        |                            |                            |                            |  |   |                       |                       |                       |  |    |                        |             |             |
|  | 3                | 6                        | Nets du New Jersey     | 2 | Raptors de Toronto     | 2                          |                            |                            |  |   |                       |                       |                       |  |    |                        |             |             |
|  | 3                |                          |                        |   | Raptors de Toronto     | 2                          |                            |                            |  |   |                       |                       |                       |  |    |                        |             |             |
|  | 6                | Nets du New Jersey       | 4                      |   |                        |                            |                            |                            |  |   |                       |                       |                       |  |    |                        |             |             |
|  | 6                | Nets du New Jersey       | 4                      |   |                        |                            |                            |                            |  |   |                       |                       |                       |  | E2 | Cavaliers de Cleveland | 0           |             |
|  |                  |                          |                        |   |                        |                            |                            |                            |  |   |                       |                       |                       |  | E2 | Cavaliers de Cleveland | 0           |             |
|  |                  | W3                       | Spurs de San Antonio   | 4 |                        |                            |                            |                            |  |   |                       |                       |                       |  |    |                        |             |             |
|  | 1                | W3                       | Spurs de San Antonio   | 4 | Mavericks de Dallas    | 2                          |                            |                            |  |   |                       |                       |                       |  |    |                        |             |             |
|  | 1                |                          |                        |   | Mavericks de Dallas    | 2                          |                            |                            |  |   |                       |                       |                       |  |    |                        |             |             |
|  | 8                | Warriors de Golden State | 4                      |   |                        |                            |                            |                            |  |   |                       |                       |                       |  |    |                        |             |             |
|  | 8                | Warriors de Golden State | 4                      |   | 8                      | Warriors de Golden State   | 1                          |                            |  |   |                       |                       |                       |  |    |                        |             |             |
|  |                  |                          |                        |   | 8                      | Warriors de Golden State   | 1                          |                            |  |   |                       |                       |                       |  |    |                        |             |             |
|  |                  | 4                        | Jazz de l'Utah         | 4 |                        |                            |                            |                            |  |   |                       |                       |                       |  |    |                        |             |             |
|  | 4                | 4                        | Jazz de l'Utah         | 4 | Jazz de l'Utah         | 4                          |                            |                            |  |   |                       |                       |                       |  |    |                        |             |             |
|  | 4                |                          |                        |   | Jazz de l'Utah         | 4                          |                            |                            |  |   |                       |                       |                       |  |    |                        |             |             |
|  | 5                | Rockets de Houston       | 3                      |   |                        |                            |                            |                            |  |   |                       |                       |                       |  |    |                        |             |             |
|  | 5                | Rockets de Houston       | 3                      |   |                        |                            |                            |                            |  | 4 | Jazz de l'Utah        | 1                     |                       |  |    |                        |             |             |
|  | Conférence Ouest |                          |                        |   |                        |                            |                            |                            |  | 4 | Jazz de l'Utah        | 1                     |                       |  |    |                        |             |             |
|  |                  | 3                        | Spurs de San Antonio   | 4 |                        |                            |                            |                            |  |   |                       |                       |                       |  |    |                        |             |             |
|  | 2                | 3                        | Spurs de San Antonio   | 4 | Suns de Phoenix        | 4                          |                            |                            |  |   |                       |                       |                       |  |    |                        |             |             |
|  | 2                |                          |                        |   | Suns de Phoenix        | 4                          |                            |                            |  |   |                       |                       |                       |  |    |                        |             |             |
|  | 7                | Lakers de Los Angeles    | 1                      |   |                        |                            |                            |                            |  |   |                       |                       |                       |  |    |                        |             |             |
|  | 7                | Lakers de Los Angeles    | 1                      |   | 2                      | Suns de Phoenix            | 2                          |                            |  |   |                       |                       |                       |  |    |                        |             |             |
|  |                  |                          |                        |   | 2                      | Suns de Phoenix            | 2                          |                            |  |   |                       |                       |                       |  |    |                        |             |             |
|  |                  | 3                        | Spurs de San Antonio   | 4 |                        |                            |                            |                            |  |   |                       |                       |                       |  |    |                        |             |             |
|  | 3                | 3                        | Spurs de San Antonio   | 4 | Spurs de San Antonio   | 4                          |                            |                            |  |   |                       |                       |                       |  |    |                        |             |             |
|  | 3                |                          |                        |   | Spurs de San Antonio   | 4                          |                            |                            |  |   |                       |                       |                       |  |    |                        |             |             |
|  | 6                | Nuggets de Denver        | 1                      |   |                        |                            |                            |                            |  |   |                       |                       |                       |  |    |                        |             |             |

### Premier tour

#### Conférence Est
- Pistons de Détroit - Magic d'Orlando 4-0
- Bulls de Chicago - Heat de Miami 4-0
- Nets du New Jersey - Raptors de Toronto 4-2
- Cavaliers de Cleveland - Wizards de Washington 4-0

#### Conférence Ouest
- Warriors de Golden State - Dallas Mavericks 4-2
- Jazz de l'Utah - Houston Rockets 4-3
- Spurs de San Antonio - Nuggets de Denver 4-1
- Suns de Phoenix - Lakers de Los Angeles 4-1

### Demi-finales de Conférence

#### Conférence Est
- Pistons de Détroit - Bulls de Chicago 4-2
- Cavaliers de Cleveland - Nets du New Jersey 4-2

#### Conférence Ouest
- Jazz de l'Utah - Warriors de Golden State 4-1
- Spurs de San Antonio - Suns de Phoenix 4-2

### Finales de Conférence

#### Conférence Est
- Pistons de Détroit - Cavaliers de Cleveland 2-4

#### Conférence Ouest
- Spurs de San Antonio - Jazz de l'Utah 4-1

### Finale NBA
- Spurs de San Antonio - Cavaliers de Cleveland 4-0

## Leaders statistiques de la saison régulière
| Catégorie                      | Joueur        | Équipe                    | Statistique |
| ------------------------------ | ------------- | ------------------------- | ----------- |
| Points par match               | Kobe Bryant   | Lakers de Los Angeles     | 31,6        |
| Rebonds par match              | Kevin Garnett | Timberwolves du Minnesota | 12,8        |
| Assists par match              | Steve Nash    | Suns de Phoenix           | 11,6        |
| Steals par match               | Baron Davis   | Warriors de Golden State  | 2,14        |
| Blocks par match               | Marcus Camby  | Nuggets de Denver         | 3,30        |
| Pourcentage aux tirs           | Mikki Moore   | Nets du New Jersey        | 60,6 %      |
| Pourcentage à 3 points         | Jason Kapono  | Heat de Miami             | 51,4 %      |
| Pourcentage aux lancers-francs | Kyle Korver   | 76ers de Philadelphie     | 91,4 %      |

## Récompenses individuelles
- Most Valuable Player : Dirk Nowitzki, Dallas Mavericks
- Rookie of the Year : Brandon Roy, Portland Trail Blazers
- Defensive Player of the Year : Marcus Camby, Denver Nuggets
- Sixth Man of the Year : Leandro Barbosa, Phoenix Suns
- Most Improved Player : Monta Ellis, Golden State Warriors
- Coach of the Year : Sam Mitchell, Toronto Raptors
- Executive of the Year : Bryan Colangelo, Phoenix Suns
- NBA Sportsmanship Award : Luol Deng, Chicago Bulls
- J.Walter Kennedy Sportsmanship Award: Steve Nash, Phoenix Suns

- All-NBA First Team :
  - Amare Stoudemire, Phoenix Suns
  - Tim Duncan, San Antonio Spurs
  - Dirk Nowitzki, Dallas Mavericks
  - Steve Nash, Phoenix Suns
  - Kobe Bryant, Los Angeles Lakers

- All-NBA Second Team :
  - LeBron James, Cleveland Cavaliers
  - Chris Bosh, Toronto Raptors
  - Yao Ming, Houston Rockets
  - Gilbert Arenas, Washington Wizards
  - Tracy McGrady, Houston Rockets

- All-NBA Third Team :
  - Kevin Garnett, Minnesota Timberwolves
  - Carmelo Anthony, Denver Nuggets
  - Dwight Howard, Orlando Magic
  - Dwyane Wade, Miami Heat
  - Chauncey Billups, Detroit Pistons

- NBA All-Defensive First Team :
  - Tim Duncan, San Antonio Spurs
  - Bruce Bowen, San Antonio Spurs
  - Marcus Camby, Denver Nuggets
  - Kobe Bryant, Los Angeles Lakers
  - Raja Bell, Phoenix Suns

- NBA All-Defensive Second Team :
  - Kevin Garnett, Minnesota Timberwolves
  - Tayshaun Prince, Detroit Pistons
  - Ben Wallace, Chicago Bulls
  - Jason Kidd, New Jersey Nets
  - Kirk Hinrich, Chicago Bulls

- All-NBA Rookie First Team :
  - Brandon Roy, Portland Trail Blazers
  - Andrea Bargnani, Toronto Raptors
  - Randy Foye, Minnesota Timberwolves
  - Rudy Gay, Memphis Grizzlies
  - Jorge Garbajosa, Toronto Raptors (égalité)
  - LaMarcus Aldridge, Portland Trail Blazers (égalité)

- All-NBA Rookie Second Team :
  - Paul Millsap, Utah Jazz
  - Adam Morrison, Charlotte Bobcats
  - Tyrus Thomas, Chicago Bulls
  - Craig Smith, Minnesota Timberwolves
  - Rajon Rondo, Celtics de Boston (égalité)
  - Wálter Herrmann, Charlotte Bobcats (égalité)
  - Marcus Williams, New Jersey Nets (égalité)

- MVP des Finales : Tony Parker, San Antonio Spurs